# Er (Film)
Er (Originaltitel: Él) ist ein mexikanisches Liebesdrama in Schwarzweiß aus dem Jahr 1953 von Luis Buñuel. Er verfasste zusammen mit Luis Alcoriza auch das Drehbuch, welches auf dem gleichnamigen Roman von Mercedes Pinto beruht. Zum ersten Mal wurde der  Film 1953 im Rahmen der Internationalen Filmfestspiele von Cannes gezeigt. In Deutschland wurde er am 7. Juli 1970 im Programm des Ersten Deutschen Fernsehens (ARD) erstmals ausgestrahlt.

## Handlung
Während eines Gottesdienstes, wo Fußwaschungen vorgenommen werden, fällt dem reichen Francisco Galvan de Montemayor eine attraktive Frau auf. Er möchte sie unbedingt wiedersehen und wartet deshalb täglich in der Kirche auf sie und begegnet ihr tatsächlich wieder. Er wird aber von Gloria, so ihr Name, abgewiesen, obwohl auch sie sich von ihm angezogen fühlt. Gloria ist bereits verlobt – mit einem Geschäftsfreund von Francisco, wie dieser später herausfindet. Er lädt den Geschäftsfreund mit Gloria und deren Mutter zu sich zum Essen ein und spannt seinem Freund die Verlobte noch am gleichen Abend aus.
Nach der Eheschließung bröckelt Franciscos bürgerliche Fassade zunehmend, und es wird immer offensichtlicher, dass er unter Wahnvorstellungen leidet. Zufällig trifft Gloria ihren ehemaligen Verlobten Raul wieder und erzählt ihm, wie es ihr in der Zwischenzeit ergangen ist:
Harmlose Begegnungen seiner Frau mit flüchtigen Bekannten wertet Francisco als deutliche Zeichen von Glorias Untreue. Groteske Eifersuchtsszenen seiner Frau gegenüber sind die Folge. Er sperrt Gloria monatelang zu Hause ein. Ihre Mutter und ein Priester glauben ihr nicht, als sie bei ihnen Hilfe sucht. Ein aussichtsloser Rechtsstreit, in den Francisco verwickelt ist, verschlimmert seinen Zustand zusätzlich. Er versucht, Gloria von einem Glockenturm, den sie besuchen, hinunterzustoßen. Nur das Eingreifen der Hausangestellten verhindert kurz danach, dass Francisco seine Frau nachts im Schlaf umbringt. Gloria flieht vor ihrem Ehemann und kehrt zu ihrem früheren Verlobten zurück. Rasend vor Wahnsinn und Eifersucht sucht Francisco Gloria in der ganzen Stadt, so auch in der Kirche, wo sie sich einst kennengelernt hatten. Dort glaubt Francisco, der Priester und die Schar der Gläubigen würden ihn verhöhnen, weil ihm seine Frau davongelaufen ist. Francisco halluziniert, dass sowohl die Gesichter der Kirchenbesucher als auch das Gesicht des Pfarrers sich in hässliche Fratzen verwandeln; ein höllisches Gelächter umgibt Francisco, bis er vollends die Kontrolle verliert und versucht, den Priester zu erwürgen. Er wird überwältigt, in ein Sanatorium gebracht und danach in eine klösterliche Ordensgemeinschaft aufgenommen.
Nach einigen Jahren wird Francisco von seiner inzwischen von ihm geschiedenen Frau zusammen mit ihrem Sohn – mit Namen „Francisco“ – und ihrem jetzigen Ehemann, dem früheren Verlobten Raul, besucht. Die Frage eines Mönchs nach der Vaterschaft des Knaben beantwortet Gloria nicht. Franciscos Heilung hat offensichtlich nur unvollständig stattgefunden: Er entfernt sich  mit bizarren Schrittbewegungen über eine Treppe. So hatte er bereits früher zu Hause im Zustand größter Erregung die Treppe bestiegen.

## Kritik
Das Lexikon des internationalen Films enthält sich einer Wertung. Es skizziert lediglich die Handlung und bemerkt lapidar, bei dem Werk handle es sich um ein „surrealistisch gefärbtes Melodram aus Buñuels mexikanischer Periode“. Der Evangelische Film-Beobachter fasst seine Kritik so zusammen: „Eindrucksvolle Studie des spanischen Regisseurs Buñuel, aggressiv und zuweilen kritisch überspitzt gegenüber bürgerlichen Konventionen. Sehenswert für Erwachsene.“